# 帕沃 (喬治亞州)
帕沃（英語：Pavo）是一個位於美國喬治亞州布魯克斯縣和托馬斯縣的城市。

## 地理
帕沃的座標為30°57′37″N 83°44′22″W / 30.96028°N 83.73944°W，而該地的平均海拔高度為78米（即256英尺）。

## 人口
根據2010年美國人口普查的數據，帕沃的面積為4.57平方千米，當中陸地面積為4.56平方千米，而水域面積為0.01平方千米。當地共有人口627人，而人口密度為每平方千米137人。